# بیر ولی (شهرستان آلپاین، کالیفرنیا)
بیر ولی (به انگلیسی: Bear Valley) یک منطقهٔ مسکونی در ایالات متحده آمریکا است که در شهرستان آلپاین، کالیفرنیا واقع شده‌است. بیر ولی ۱۳٫۴۱ کیلومتر مربع مساحت و ۲۲٬۶۳۹ نفر جمعیت دارد و ۲٬۱۶۴ متر بالاتر از سطح دریا قرار دارد.